# VdB 23
vdB 23 est une nébuleuse par réflexion visible dans l'amas d'étoiles ouvert des Pléiades, dans la constellation du Taureau.
Il s’agit d’un amas de poussière et de gaz entourant Alcyone, l’étoile la plus brillante des Pléiades. Alcyone est une géante bleue de classe spectrale B7III, dont la lumière et le rayonnement ultraviolet donnent aux nuages leur couleur bleuâtre caractéristique. Ce nuage fait partie du système nébuleux dans lequel se trouvent les Pléiades, une région périphérique du nuage moléculaire 1 du Taureau. En traversant cette région nébuleuse, les étoiles principales de l'amas illuminent la poussière autrefois complètement sombre, la faisant briller par réflexion. vdB 23 et les nébuleuses environnantes sont une excellente référence pour l'étude des nébuleuses par réflexion, car leur distance, les étoiles responsables de leur éclairage et le champ de rayonnement sont bien connus. La distance, compatible avec celle des Pléiades, est d'environ 135 pc (∼440 al).